# Ernst Käsemann
Ernst Käsemann (ur. 12 lipca 1906 w Bochum-Dahlhausen, zm. 17 lutego 1998 w Tybindze) – niemiecki teolog luterański i wykładowca uniwersytecki.

## Życiorys
W 1931 w Marburgu napisał doktorat pod kierownictwem Rudolfa Bultmanna, którego był jednym z najznamienitszych uczniów. Tematem dysertacji była eklezjologia św. Pawła. Od 1933 do 1946 był pastorem wspólnoty w Gelsenkirchen-Rotthausen, gdzie się wyróżnił nauczaniem opozycyjnym wobec terroru stosowanego przez reżim narodowych socjalistów. W 1937 spędził kilka tygodni we więzieniu Gestapo za sprzyjanie komunistom. W 1939 uzyskał habilitację na podstawie dysertacji na temat Listu do Hebrajczyków. Po wojnie został profesorem Nowego Testamentu w Moguncji od 1946 do 1952, później w Getyndze do 1959 i do 1971 w Tybindze.
W 1954 w Getyndze Käsemann opublikował swoje najważniejsze dzieło Das Problem des historischen Jesus (Problem Jezusa historycznego). Stwierdzał w nim, w przeciwieństwie do swego mistrza Bultmanna, że dzięki tekstom ewangelicznym jest możliwe poznanie życia Jezusa Chrystusa i głoszonego przez niego przesłania. Zbliżył się w ten sposób do twierdzeń Ferdinanda Christiana Baura.
Käsemann stosuje podwójne kryterium weryfikacji w tradycji synoptycznej. Według niego logion Jezusa wtedy można uznać za oryginalny, kiedy nie można go sprowadzić ani do środowiska hebrajskiego, ani do życia i nauczania pierwszych chrześcijan. Do tego Käsemann dodaje kryterium wielokrotnego odniesienia i zgodności logionu z innymi słowami Jezusa, uznanymi za oryginalne. Te kryteria stanowią, według niego, podstawę w badaniach nad zagadnieniem Jezusa historii. Dostrzega on ponadto w apokaliptyce żydowskiej, w kontekście której zresztą umieszcza przesłanie Jezusa, element źródłowy dla Pawłowej doktryny o usprawiedliwieniu i całej teologii Nowego Testamentu. Określa on apokaliptykę jako „matkę teologii chrześcijańskiej”. Jego komentarz do Listu do Rzymian, opublikowany w 1973 r. stał się standardową lekturą dla całego pokolenia biblistów.
Zdaniem Käsemanna Nowy Testament, ze względu na różnorodność tradycji, nie stanowi ugruntowania jedności Kościoła lecz wielości wyznań. W związku z tym teologia winna poszukiwać prawdziwej istoty nauczania Nowego Testamentu, które nie może być jednak ustalone jednoznacznie – teologia musi w tym zakresie posługiwać się darem rozpoznawania duchów. Kanon nie jest tożsamy z Ewangelią, lecz teologia powinna poszukiwać kanonu w kanonie. Istotą Ewangelii była dla Käsemanna nauka o usprawiedliwieniu bezbożnego, najpełniej wyrażona w dziełach apostoła Pawła. Dzieła Pawła stanowiły w związku z tym wyznacznik, według którego sądzone były pozostałe pisma nowotestamentowe. Nauczanie niezgodne z nauką o usprawiedliwieniu Käsemann traktował jako przejaw „wczesnego katolicyzmu” (Frühkatholizismus) i w związku z tym odrzucał jego miarodajność dla chrześcijańskiej teologii.
Ernst Käsemann otrzymał doktoraty honoris causa uniwersytetów w Marburgu, w Durham, w Edynburgu, w Oslo i Yale.
Życie niemieckiego teologa zostało też naznaczone traumatycznym doświadczeniem. Jego córka, Elisabeth Käsemann, została uprowadzona przez argentyńskie służby specjalne podczas dyktatury wojskowej w tym kraju i zaginęła. Prawdopodobnie została zamordowana razem z innymi desaparecidos 24 marca 1977.